# Turraea
Turraea es  un género botánico de plantas fanerógamas con 156 especies descritas y de estas, solo 22 aceptadas, pertenecientes a la familia Meliaceae.

## Taxonomía
El género fue descrito por Carlos Linneo y publicado en Mantissa Plantarum 2: 150, 237. 1771.

## Algunas especies aceptadas
A continuación se brinda un listado de las especies del género Turraea aceptadas hasta junio de 2014, ordenadas alfabéticamente. Para cada una se indica el nombre binomial seguido del autor, abreviado según las convenciones y usos.
- Turraea abyssinica Hochst.
- Turraea adjanohounii, Aké Assi
- Turraea anomala (O. Hoffm.) Harms
- Turraea floribunda Hochst.
- Turraea fockei Buchenau
- Turraea geayi Danguy
- Turraea humberti Danguy
- Turraea kimbozensis Cheek
- Turraea laciniosa (Balf.f.) Harms
- Turraea lanceolata Cav.
- Turraea longifolia C. DC.
- Turraea mombassana
- Turraea nilotica Kotschy & Peyr.
- Turraea obovata Gürke
- Turraea obtusifolia Hochst.
- Turraea pervillei Baill.
- Turraea pubescens Hell.
- Turraea rhombifolia Baker
- Turraea richardii Baill.
- Turraea robusta
- Turraea rostrata C. DC.
- Turraea sericea Sm.
- Turraea socotrana White
- Turraea thouvenotii Danguy
- Turraea venulosa Baker
- Turraea villosa Bennett
- Turraea virens L.
- Turraea wakefieldii Oliv.
- Turraea zambesica Sprague & Hutch. ex Hutch.